# Федір Скоропадський
Фе́дір Скоропа́дський (? — 1648) — український військовий діяч 17 століття. Патріарх роду Скоропадських. За родинною легендою був шляхтичем з Підляшшя. Оселився на Брацлавщині, в Умані, де став козаком. Учасник Хмельниччини. Загинув в битві на Жовтих Водах. Батько Іллі Скоропадського.